# سونیا کاریسا

Sonja Kristina

سونیا کاریسا (انگلیسی: Sonja Kristina؛ زادهٔ ۱۴ آوریل ۱۹۴۹) یک موسیقی‌دان اهل بریتانیا است.